# Светско првенство у фудбалу 2010 — група Г
Група Г на Светском првенству у фудбалу 2010. ће играти своје утакмице између 15. јуна и 25. јуна 2010. Група је састављена од репрезентација Бразила, Северне Кореје, Обале Слоноваче и Португала. Прва два тима из групе ће проћи у другу фазу такмичења (осмина финала). Први из групе ће играти са другим из групе Х, док ће други из групе Г играти са првим из групе Х.

## Састави
- Састави репрезентација групе Г

## Резултати
Сва времена су локална (UTC+2)

## Обала Слоноваче - Португал
| Обала Слоноваче | 0:0        | Португалија |
| --------------- | ---------- | ----------- |
|                 | (извештај) |             |

## Бразил - Северна Кореја
| Бразил                 | 2:1        | Северна Кореја |
| ---------------------- | ---------- | -------------- |
| Мајкон 55’ · Елано 72’ | (извештај) | Ђи 89’         |

## Бразил - Обала Слоноваче
| Бразил                                  | 3:1        | Обала Слоноваче |
| --------------------------------------- | ---------- | --------------- |
| Фабијано 25’ · Фабијано 50’ · Елано 62’ | (извештај) | Дрогба 79’      |

## Португал - Северна Кореја
| Португалија                                                                         | 7:0        | Северна Кореја |
| ----------------------------------------------------------------------------------- | ---------- | -------------- |
| Меирелес 29’ · Симао 53’ · Алмеида 56’ · Тиаго 60’, 89’ · Леидсон 81’ · Роналдо 87’ | (извештај) |                |

## Португал - Бразил
| Португалија | 0:0        | Бразил |
| ----------- | ---------- | ------ |
|             | (извештај) |        |

## Северна Кореја - Обала Слоноваче
| Северна Кореја | 0:3        | Обала Слоноваче                   |
| -------------- | ---------- | --------------------------------- |
|                | (извештај) | Туре 14’ · Ромарик 20’ · Калу 82’ |

## Табела
|    | Табела групе Г  | И | Д | Н | И | ДГ | ПГ | ГР  | Бод. |
| -- | --------------- | - | - | - | - | -- | -- | --- | ---- |
| 1. | Бразил          | 3 | 2 | 1 | 0 | 5  | 2  | +3  | 7    |
| 2. | Португалија     | 3 | 1 | 2 | 0 | 7  | 0  | +7  | 5    |
| 3. | Обала Слоноваче | 3 | 1 | 1 | 1 | 4  | 3  | +1  | 4    |
| 4. | Северна Кореја  | 3 | 0 | 0 | 3 | 1  | 12 | -11 | 0    |